# Niu de metralladora de l'Exèrcit Republicà
El Niu de metralladora de l'Exèrcit Republicà és una obra de Pujalt (Anoia) protegida com a Bé Cultural d'Interès Local.

## Descripció
S'han localitzat restes de dues defenses antiaèries emplaçades als extrems de la part més elevada de l'Obac de les Escomes, lloc on es va instal·lar la zona d'habitatge del campament republicà.
El niu de metralladora és fet de pedra i té planta circular. A l'interior hi ha una banqueta que envolta el perímetre i, al centre, hi ha les restes d'una base de pedra on aniria emplaçada la metralladora. Al costat hi ha restes d'un petit edifici on hi devia haver els soldats que feien guàrdia, que es comunica amb el niu mitjançant una trinxera de planta molt irregular per tal d'esquivar els efectes de la metralla. Actualment la trinxera està erosionada a causa del conreu del camp.

## Història
Durant la guerra civil de 1936-39 s'instal·là a Pujalt la base d'instrucció militar del 18è cos d'exercit republicà.
El niu de metralladora és un element de fort valor tipològic que convé excavar per recuperar-lo i, ja que es tracta d'un model constructiu típic d'un campament militar.